# Palacio de Carta
El palacio de Carta es un palacio situado en la céntrica plaza de la Candelaria, justamente enfrente de la Cámara de Comercio y del monumento al Triunfo de la Candelaria, en Santa Cruz de Tenerife (Canarias, España). Es uno de los edificios civiles más destacados del barroco canario, si bien en su fachada realizada en cantería podemos apreciar también elementos de estilo neoclásico.

## Historia

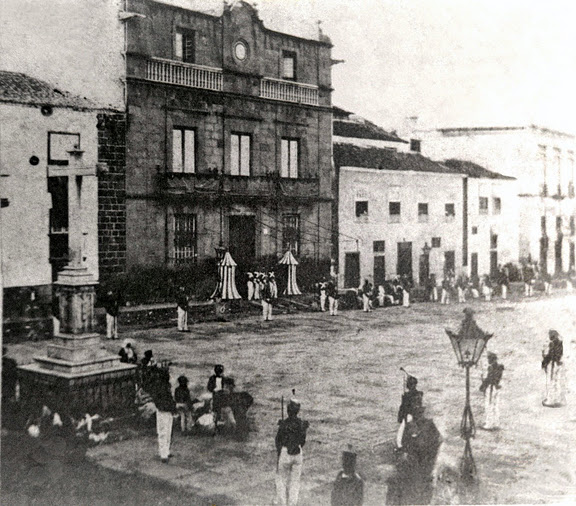
Palacio de Carta en 1864.

Fue mandado a construir en 1721 por Matías Rodríguez Carta, para convertirse en la residencia familiar, quedando terminado en 1752. En el interior, cuenta con dos patios de estilo tradicional canario. Fue sede de la Capitanía General de Canarias, del Gobierno Civil y más tarde del Banco Español de Crédito en los años 50. En la actualidad es propiedad del Gobierno de Canarias.
Fue designado Bien de Interés Cultural en 1947,
siendo el primer inmueble con esta protección de Santa Cruz y uno de los primeros de Canarias. Se dice que fue el lugar más conocido de la ciudad durante el siglo XVIII.

El 18 de julio de 1936 cuando era sede del Gobierno Civil fue tomado por los militares golpistas a primeras horas de la mañana, y secuestrado el gobernador civil que también vivía allí, el señor Manuel Vázquez Moro, fusilado en octubre de ese mismo año tras un juicio farsa en el que se le acusó de traición. Tras la toma del edificio la policía fiel a la República, que era la legalidad vigente, fue a liberar el edificio y se produjo un tiroteo donde fallecieron dos personas, uno de los policías y un falangista en la misma plaza que ahora se llama Plaza de la Candelaria.
Actualmente el edificio es propiedad del Gobierno de Canarias, que ha cedido su uso y gestión al municipio de Santa Cruz de Tenerife, que lo ha rehabilitado y convertido en un espacio cultural y oficina de información turística.